# Stuart Townsend
Stuart Peter Townsend (Dublin, 15 de dezembro de 1972) é um ator irlandês. Seus retratos mais notáveis são os personagens Lestat de Lioncourt em 2002, na adaptação cinematográfica da obra de Anne Rice Queen of the Damned, e Dorian Grey na adaptação cinematográfica de 2003 da obra de Alan Moore, A Liga Extraordinária.

## Biografia

### Infância
Stuart Peter Townsend nasceu no dia 15 de dezembro em Howth, Condado de Dublin, Irlanda, filho de Lorna Hogan, uma modelo irlandesa, e Peter Townsend, um golfista profissional inglês .
Frequentou a Escola da alegria da atuação em Dublin, onde ele fez sua estreia nos palcos não-profissional na produção da escola em 1993. Sua estreia no palco profissional foi em 1994, em True Lines, dirigido por John Crowley. True Lines foi realizado pela primeira vez em Kilkenny; mais tarde, mudou-se para o Festival de Teatro de Dublin e para o Teatro Bush, em Londres.

### Carreira
Os primeiros papéis de Townsend no cinema foram em curtas-metragens irlandeses, como Godsuit e Summertime. Sua primeira parte em um longa-metragem foi Trojan Eddie, uma co-produção anglo-irlandesa de 1996. Em 1997, ele conseguiu um papel principal no filme britânico Shooting Fish.
Depois de sua aparição como o sedutor no papel-título de About Adam, ele começou a ser notado nos Estados Unidos pelos críticos e pelo público. Em meados de 2000, ele retornou brevemente ao palco de Londres na peça de Tennessee Williams, Orpheus Descending, estrelando como Val Xavier, ao lado de Helen Mirren como Lady Torrance. Ele apareceu em filmes de grande orçamento, incluindo Queen of the Damned, como o vampiro Lestat de Lioncourt, e The League of Extraordinary Gentlemen como Dorian Gray.
Townsend foi contratado para fazer o papel de Aragorn na trilogia de filmes O Senhor dos Anéis, mas foi substituído por Viggo Mortensen no dia anterior ao início da fotografia principal.
Em 2005, ele estrelou ao lado de Gabrielle Union em Night Stalker, o remake da série de TV da ABC de 1974, Kolchak: The Night Stalker . Ele fez o papel de Carl Kolchak, um repórter investigativo investigando o assassinato de sua esposa. Night Stalker foi abruptamente cancelado pela ABC depois de seis episódios devido a maus índices de audiência. Ele foi citado como "jovem demais" por muitos críticos e fãs da série original, comparando-o a Darren McGavin na série original.
No mesmo ano, ele interpretou um papel de protagonista no programa Will & Grace, da NBC, como a confeiteira pansexual de Karen Walker que a seduz, Will Truman, e mais tarde a empregada de Karen, Rosario. Ele também fez uma participação sem créditos no filme de Æon Flux de ação ao vivo de 2005. Townsend estrelou ao lado de Ryan Reynolds na comédia de 2007, Chaos Theory.
Ele fez sua estréia na direção com o filme Battle in Seattle, de 2007, que é um retrato da Conferência Ministerial da OMC da Organização Mundial do Comércio de 1999, que foi prejudicada por manifestantes antiglobalização. O elenco do filme incluiu Charlize Theron, Ray Liotta e Woody Harrelson, mas desfrutou apenas de um lançamento limitado e nenhum apoio a blockbuster.
Ele foi treinado para interpretar Fandral em Thor de Kenneth Branagh, mas foi substituído em janeiro de 2010, devido a diferenças criativas não especificadas .
Townsend também estrelou o thriller ABC, Betrayal e estrelou a segunda temporada de Salem .

## Vida pessoal

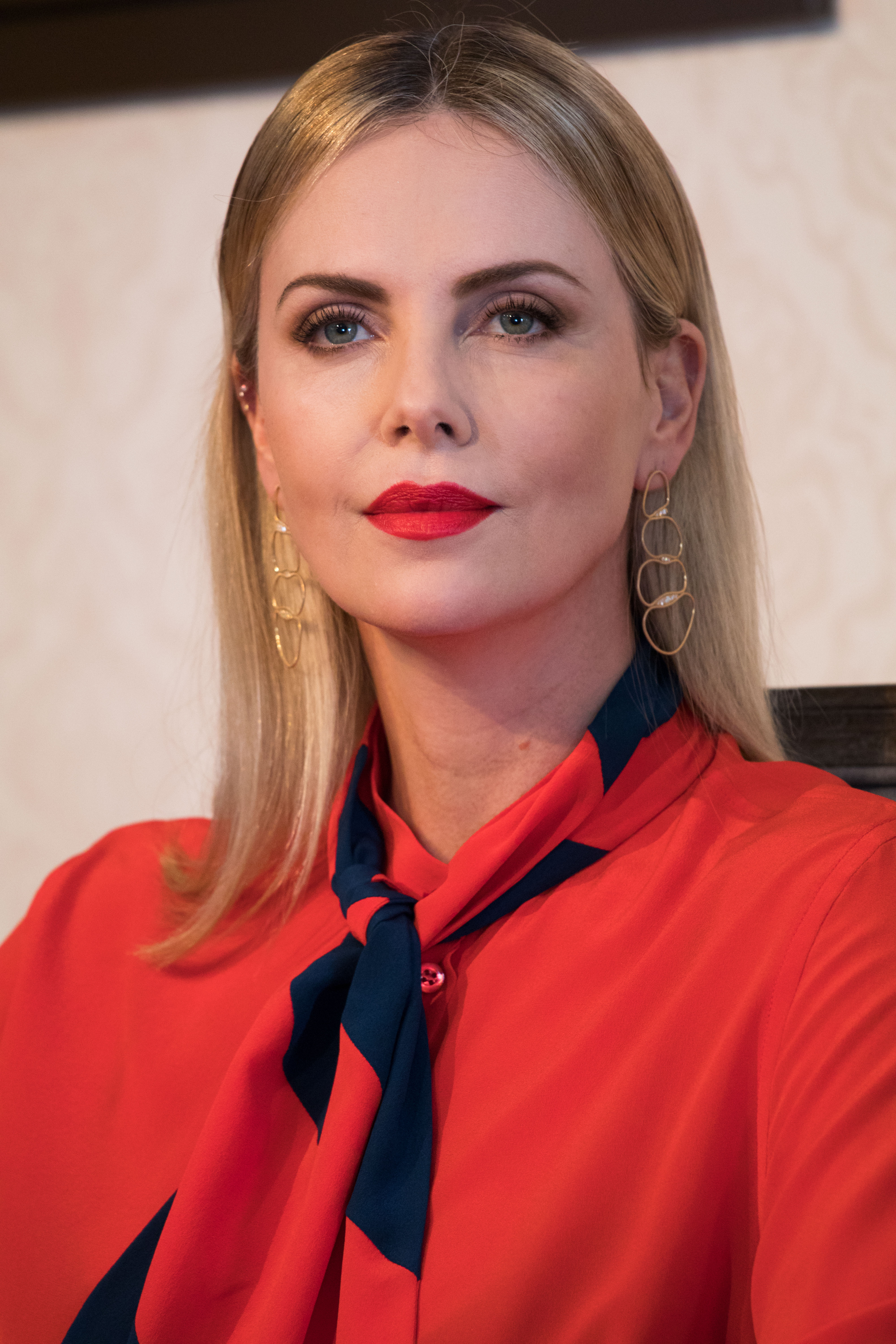
Charlize Theron foi esposa de Stuart de 2001 á 2010.

O pai de Townsend, Peter, era um jogador de golfe, que jogou nas Copas Ryder de 1969 e 1971 .
Townsend tem um irmão, Dylan Townsend, e sua irmã, Chloe Townsend, do primeiro casamento de seu pai com Lorna Townsend, que morreu em 1994 de uma hemorragia cerebral. Townsend tem dois meio-irmãos, Hugo e Ella, do segundo casamento de seu pai, para a sueca nascida em Sofia .
Townsend namorou a atriz Charlize Theron depois de conhecê-la no set de gravações do filme Trapped  em 2002. O casal vivia junto em Los Angeles e na Irlanda. Eles disseram que se consideravam casados sem um casamento real, com Townsend afirmando: "Nós não tivemos uma cerimônia. Eu não preciso de um certificado ou o estado ou a igreja para dizer o contrário. Então, não, não há grande história oficial sobre um casamento, mas somos casados ... Eu a considero minha esposa e ela me considera seu marido " . Theron se separou de Townsend quando eles voltaram no segundo dia de um planejado feriado de dez dias no México em janeiro de 2010 .
Em maio de 2015, o irmão de Townsend confirmou que Stuart havia se estabelecido na Costa Rica, onde havia comprado algumas terras e estava morando com uma mulher daquele país, que esperava seu segundo filho naquela época. Townsend é o pai de dois filhos, Desmond Townsend e Ezra Townsend. Segundo fontes, Stuart tinha parar sua carreira de ator e se tornar um proprietário de tempo integral de uma garagem de carro em Costa Rica, Que ele voltou à televisão em 2017, com um papel em um episódio de Law & Order: Special Unidade de Vítimas, e em 2018 gravou suas cenas para o filme The Martini Shot  e assinou contrato para estrelar o filme Grace and Grit. Em algum momento antes de janeiro de 2019, Townsend e a mãe de seus filhos teriam se separado.

## Filmografia

### Filmes
| Ano  | Filme                                 | Personagem          | Notas        | Diretor              | Outros atores                       |
| ---- | ------------------------------------- | ------------------- | ------------ | -------------------- | ----------------------------------- |
| 1997 | Shooting Fish                         | Jez                 |              | Stefan Schwartz      | Kate Beckinsale                     |
| 1997 | Under the Skin                        | Tom                 |              | Carine Adler         | Samantha Morton                     |
| 1998 | Resurrection Man                      | Victor Kelly        | Protagonista | Marc Evans           | John Hannah                         |
| 1999 | Simon Magus                           | Dovid Bendel        | Protagonista | Ben Hopkins          | Rutger Hauer                        |
| 1999 | Wonderland                            | Tim                 |              | Michael Winterbottom | Shirley Henderson                   |
| 2000 | About Adam                            | Adam                | Protagonista | Gerard Stembridge    | Kate Hudson                         |
| 2002 | Queen of the Damned                   | Lestat de Lioncourt | Protagonista | Michael Rymer        | Aaliyah                             |
| 2002 | Encurralada                           | Dr. Will Jennings   |              | Luis Mandoki         | Charlize Theron                     |
| 2003 | Shade                                 | Vernon              | Protagonista | Damian Nieman        | Gabriel Byrne                       |
| 2003 | The League of Extraordinary Gentlemen | Dorian Gray         |              | Stephen Norrington   | Shane West Sean Connery             |
| 2004 | Head in the Clouds                    | Guy Malyon          |              | John Duigan          | Charlize Theron Penélope Cruz       |
| 2005 | The Best Man                          | Olly Pickering      | Protagonista | Stefan Schwartz      | Amy Smart                           |
| 2005 | Æon Flux                              | Monican Rebel       |              | Karyn Kusama         | Charlize Theron                     |
| 2007 | Chaos Theory                          | Endrow              |              | Marcos Siega         | Ryan Reynolds                       |
| 2008 | Battle in Seattle                     | Diretor do filme    |              |                      | Martin Henderson Michelle Rodriguez |
| 2013 | A Stranger in Paradise                | Paul Pratt          |              | Boccia Corrado       | Colin Egglesfield                   |
| 2025 | Into the Deep                         | Daemon Benz         |              |                      |                                     |

### Televisão
| Ano       | Série                             | Personagem                    | Notas                 | Diretor                   |
| --------- | --------------------------------- | ----------------------------- | --------------------- | ------------------------- |
| 2005      | Will & Grace                      | Edward, O Chefe da pastelaria | 1 episódio            | David Kohan Max Mutchnick |
| 2005      | Night Stalker                     | Carl Kolchak                  | Protagonista          | Frank Spotnitz            |
| 2005-2009 | Robot Chicken                     | Ron Weasley                   | 4 episódios           | Seth Green                |
| 2011-2012 | XIII; The Series                  | Ryan Flay / "XIII"            | Protagonista          | Duane Clark               |
| 2013      | Betrayal                          | Jack McAllister               |                       | David Zabel               |
| 2015      | Elementary                        | Del Gruner                    | Participação especial | Robert Doherty            |
| 2015      | Salem                             | Dr. Samuel Wainwright         | 7 episódios           | Adam Simon Brannon Braga  |
| 2017      | Law & Order: Special Victims Unit | Declan Trask                  | Participação especial | Dick Wolf                 |